# West Hendred
West Hendred è un villaggio e parrocchia civile dell'Inghilterra, appartenente alla contea dell'Oxfordshire.